# Lego Education
Lego Education (рус. Образовательные решения ЛЕГО) — подразделение производителя развивающих игрушек Lego Group (Дания), разрабатывающее наборы для профессионального педагогического применения на базе деталей конструктора Lego, а также специальные образовательные методики и программное обеспечение. 
Подразделение основано в 1980 году, штаб-квартира находится в Биллунде (Дания).

## История компании Lego Education
Начиная с 1960-х годов, кубики Lego использовали в школе для преподавания различных дисциплин. В 1980 году компанией Lego было принято решение об организации отдельного департамента развития образовательных продуктов. В 1989 году департамент был реформирован и получил название Lego Dacta.
Сегодня образовательная продукция компании Lego выпускается под брендом Lego Education. Отличительной особенностью продукции Lego Education от традиционных конструкторов Lego является сфера использования продукта: детские сады, школы и другие учебные учреждения, которые подразумевают участие в образовательном процессе профессионального преподавателя.

## Основные серии наборов

### MINDSTORMS
Lego Mindstorms — конструкторы для создания программируемых роботов и соответствующее программное обеспечение. Впервые был представлен в 1998 году. Всего существует три поколения роботов Lego Mindstorms RCX 1.0 (1998), NXT 2.0 (2006) и EV3 (2013 год).
Роботы применяются на уроках физики, информатики, математики и программирования в средней школе. Кроме того роботы NXT используются в лабораториях Кембриджа. 
Лего-роботы Mindstorms принимают участие в соревнованиях по робототехнике. Самые крупные международные соревнования: WRO (World Robot Olympiad), FIRST Robotics Competition.

### WeDo
Конструктор Lego Education WeDo — набор для создания и программирования простых робототехнических моделей для детей старше 7 лет. Вышел на рынок в 2011 году. Используется для преподавания основ робототехники и принципов работы простейших механизмов. Обзор базового и ресурсного наборов Lego WeDo есть здесь. Описание опыта использования дома здесь, как проходят занятия по робототехнике в детском саду с наборами Lego WeDo здесь. Сравнение с другими платформами здесь.

### WeDo 2.0
Конструктор Lego Education WeDo 2.0 — новая версия образовательного набора. В состав базового набора Lego WeDo 2.0 входят новые версии коммутатора, датчиков наклона и движения, двигателя. Конструктор можно использовать и дома. Отзыв об этом здесь.

### Построй свою историю
Набор для преподавания гуманитарных дисциплин с помощью кирпичиков Lego и компьютера. Был представлен компанией в 2012 году. Суть методики заключается в том, что ученики, используя детали конструктора и специальный редактор, визуально воссоздают начало, середину и конец своей истории, что помогает им пересказать или составить свой рассказ.

### Технология и физика
Набор, предназначен для углубленного изучения физики в средней школе. Из деталей, входящих в набор, ученики самостоятельно создают различные механизмы.
В 2011 году Lego Education и NASA реализовали совместный проект. На борт МКС были отправлены 13 наборов конструктора Lego, в том числе Lego Mindstorms и «Технология и физика», для проведения опытов в условиях невесомости. На основании материалов, полученных в ходе проекта, была создана серия уроков.

### Продукты для дошкольного образования
Наборы Lego Education Early Learning предназначены для детей от 1,5 лет и посвящены таким темам как «Дом и семья», «Животные», «Строительство», «Транспорт».

### Программное обеспечение и методические материалы Lego Education
С 10 января 2017 года все программное обеспечение и методические материалы Lego Education стали входить в состав соответствующих образовательных решений и стали поставляться бесплатно.